# 米根·米克尔森
米根·米克尔森（英語：Meaghan Mikkelson，1985年1月4日—），加拿大女子冰球运动员。她曾代表加拿大国家队参加2010年、2014年和2018年冬季奥林匹克运动会冰球比赛，获得二枚金牌和一枚银牌。